# Требелно-при-Паловчах
Требелно-при-Паловчах (словен. Trebelno pri Palovčah) — поселення в общині Камник, Осреднєсловенський регіон, Словенія. Висота над рівнем моря: 545,6 м.